# Charles Muhlauri
Charles Muhlauri (Bulawayo, 19 giugno 1969) è un allenatore di calcio zimbabwese.

## Carriera
Comincia la propria carriera allenando lo Zimbabwe Sun Rovers. Nel 1993 viene nominato allenatore dell'AmaZulu, rimanendo in carica fino al 2001. Nel 2002 allena il Masvingo United. Nel 2003 viene chiamato ad allenare il CAPS United. Il 24 settembre 2004 viene nominato commissario tecnico della Nazionale di calcio zimbabwese. Mantiene l'incarico fino al 19 giugno 2007. Ha guidato la Nazionale di calcio zimbabwese alla Coppa d'Africa 2006.